# Piotr Borowicz
Piotr Borowicz (ur. 4 sierpnia 1957 w Poznaniu, zm. 27 stycznia 2020 w Bielsku-Białej) – polski artysta fotograf. Członek rzeczywisty Związku Polskich Artystów Fotografików (Okręg Górski), wiceprezes Zarządu Okręgu Górskiego ZPAF, przewodniczący Sądu Koleżeńskiego Zarządu Głównego ZPAF. Członek Cieszyńskiego Towarzystwa Fotograficznego.

## Życiorys
Piotr Borowicz studiował w Krakowie (Uniwersytet Jagielloński), związany ze śląskim środowiskiem fotograficznym – od 1987 mieszkał, tworzył, pracował w Bielsku-Białej (od 2013 był nauczycielem fotografii w szkole średniej), fotografował od 1977 roku. Miejsce szczególne w jego twórczości zajmowała fotografia dokumentalna, fotografia krajobrazowa, fotografia martwej natury oraz fotografia portretowa. W 1979 został członkiem rzeczywistym Cieszyńskiego Towarzystwa Fotograficznego, w którym przez kilka kadencji pełnił funkcję prezesa Zarządu CTF. 
Piotr Borowicz był autorem kilkudziesięciu wystaw indywidualnych, prezentowanych w Polsce i za granicą (m.in. w Belgii, Czechach, Niemczech, Szwecji, Portugalii). Był współautorem wielu wystaw zbiorowych. W 2008 został przyjęty w poczet członków rzeczywistych Okręgu Górskiego Związku Polskich Artystów Fotografików, w którym pełnił funkcję wiceprezesa Zarządu OG ZPAF (kadencja 2017–2020) oraz przewodniczącego Sądu Koleżeńskiego Zarządu Głównego ZPAF (kadencja 2017–2020). Uczestniczył w pracach jury w konkursach fotograficznych. 
W 2017 obchodził jubileusz 40-lecia twórczości fotograficznej, podczas prezentacji wystawy jubileuszowej Pieśni, w Galerii Fotografii B&B, w Bielsku-Białej.

## Odznaczenia
- Medal 150-lecia Fotografii (1989)[8][10];

## Projekty fotograficzne
- Zapomniany Śląsk (2014–2016);
- Ikonosfera Śląska[9];
- Anima Urbis (2017–2018);

Źródło.